# Zofia Bielczyk
Zofia Bielczyk (Polonia, 22 de septiembre de 1958), también llamada Zofia Filip, es una atleta polaca retirada especializada en la prueba de 60 m vallas, en la que consiguió ser campeona europea en pista cubierta en 1981.

## Carrera deportiva
En el Campeonato Europeo de Atletismo en Pista Cubierta de 1981 ganó la medalla de oro en los 60 m vallas, con un tiempo de 6.74 segundos que fue récord del mundo, por delante de las soviéticas Maria Kemenchezhi  (plata con 6.80 segundos) y Tatyana Anisimova.